# Montes Claros
Montes Claros este un oraș în Minas Gerais (MG), Brazilia.